# 박지만
박지만(朴志晩, 1958년 12월 15일 ~ )은 박정희 대통령의 아들(셋째 자녀)이며, 현 이지(EG) 그룹의 회장인 전문 기업 경영인이다. 육군 사관학교를 제37기로 졸업한후 5년간 포병장교의 분파 중 하나인 방공장교로 빌딩 GOP에서 군복무를 하였으며 1986년 육군대위로 예편했다. 이후 마약 투약으로 6번 입건되어 5차례 유죄 판결을 받으며 사회적으로 큰 물의를 일으킨 바가 있다.

## 생애

### 출생
서울특별시 신당동에서 육군 제1군 사령부 참모장인 박정희 소장과 부인 육영수의 장남으로 태어났다. 위로 3명의 누나를 둔 외아들이다. 이 중 큰누나인 박재옥은 육영수의 딸이 아닌, 전처 김호남의 딸이다. 둘째 누나가 박근혜, 셋째 누나는 박근영이다. 서울청운국민학교, 배문중학교를 거쳐 중앙고등학교에 진학하였다. 1974년, 16살이던 고등학교 1학년 시절에 광복절 기념식이 있었던 장충동 국립극장 대극장에서 어머니 육영수가 문세광에게 암살당했다. 이 일로 인해 박지만은 많이 힘든 시간을 보냈다고 한다.

### 육사 생도 시절
1977년에 중앙고등학교를 졸업하고 육군사관학교 제37기로 입교하였다. 육사 진학동기는 아버지 박정희의 뜻이 아니라 고3 시절 담임 선생님의 권유와 함께 박지만 자신의 의지로 결정하였다고 한다. 박지만의 본래의 목표는 서울대 진학이었으나 고1때 어머니가 돌아가신후 방황하며 성적이 하락했기 때문에 진로를 변경했다고 한다. 또한 육사에 입학하게 되면 더 이상 경호원들에게 둘려쌓이지 않아도 되기 때문에 이를 통해 속박된 청와대의 생활에서 벗어나고 싶었다고도 한다.
육사 생도시절 박지만은 그의 2년 선배인 노병천(육사 35기)의 전도로 기독교인이 되었고 노병천을 많이 따르는 편이었다고 한다. 그런데 박지만은 생도시절 심한 일탈행위를 많이 했으며, 더 큰 문제는 육사 교관들이나 육사교장 조차도 훈육에 엄두를 내지 못해 여러 사람을 힘들게 했다고 한다. 이에 대해 노병천은 그의 저서 《박정희 마지막 신앙고백》을 통해 밝힌바로는, 노병천이가 훈육차원에서 박지만에게 20차례 정도 구타를 하였다고 한다. 이후 박지만은 정신을 차리고 모범생도가 되었다고 적고 있다. 그러나 박지만에게 또 한번 시련이 찾아온다. 생도 3학년 시절인 1979년 10월 26일에 아버지 박정희가 중앙정보부장 김재규가 쏜 총에 맞아 사망한 것이다.

### 군 복무
1981년에 학사학위를 취득한 동시 방공포병 소위로 임관한후 대구에 있는 방공포병학교에서 기초 군사반 교육(OBC)를 받았다. 군생활은 전두환의 배려로 장교로서는 가장 편한 복무지 중 하나인 빌딩 GOP에 배치되었다. 하지만 복무 중에 교통사고를 당했고, 이 후유증으로 의무복무만 마치고 1986년에 육군 대위로 예편하였다.

### 전역후 사회활동
1989년부터 2002년까지 마약 투약 혐의로 여러 차례 구속되는 등, 한동안 심하게 방황하는 모습을 보였다. 이 때 사관학교 생도 시절부터 박정희와 가까이 지냈던 박태준이 후견인을 자청하며 박지만을 다잡아 주었다.
그런 중에도 육영재단 이사를 지냈으며, 1991년에는 박태준의 주선으로 삼양산업을 인수하였다. 삼양산업은 2000년 코스닥에 상장하면서 상호를 이지(EG)로 변경하였으며, 박지만이 회장으로 있다.
2004년 12월 14일에는 16세 연하의 변호사 서향희와 결혼했다. 서울 워커힐 호텔에서 진행된 결혼식의 주례는 소망교회의 곽선희 원로목사가 맡았으며 결혼식은 하객들을 최소화 한채 조촐하게 치러졌다. 부부는 네 명의 아들을 두고 있다. 
1997년 대한민국 제15대 대통령 선거 당시에는 김대중을 지지하였다.
맏누이 박재옥은 그가 태어나기 2달 전이던 1958년 10월 아버지 박정희의 전속부관 출신인 한병기 대위와 결혼한다.
사촌누이 박영옥과 사촌자형 김종필의 딸은 김예리(1952년 ~)인데, 김예리가 박지만보다 6살 많은(누나 박근혜와 동갑내기) 종질녀이다. 김예리는 연하의 외종숙 박지만을 '지만 도련님'이라고 불렀다고 한다. 또한 젝스키스의 멤버로 활동한 가수 은지원은 그의 내종질(5촌 조카)이다.(朴永愚의 외삼촌)

## 사건 사고

### 고소고발 사건
2005년 1월 영화 《그때 그사람들》이 아버지 박정희의 명예를 훼손했다며 상영금지 가처분 신청을 냈으며, 법원은 일부 장면을 삭제하라고 판결을 내렸다. 그러나 같은 해 2월 MK픽처스는 가처분 이의신청소송을 냈으며, 박지만은 영화상영금지 및 손해배상 청구소송을 제기했다. 2006년 서울중앙지방법원은 손해배상 소송 금액 5억원 중 1억원을 박지만에게 제출하라고 원고 일부승소 판결을 내렸지만, 상영금지 청구에 대해서는 기각하였다.
2011년 8월 19일 서울강남경찰서는 박지만의 누나인 박근령의 남편 신동욱에 대해 '2010년 9월 박지만의 5촌 조카와 비서실장이 자신을 중국으로 납치했고, 자신이 중국에서 마약을 했다는 소문 등을 퍼뜨렸다며, 두 사람을 고소하는 등'의 무고 혐의로 구속하였다. 신동욱은 '박지만의 비서실장 등이 2007년 자신을 중국으로 납치하여 살해하려 하였고, 박지만이 이를 뒤에서 교사했다'는 주장도 제기하였으며, 언론과의 인터뷰에서 박지만이 죽이려했다는 녹취록이 있다고 주장했기 때문이다.

### 상습 마약 복용 사건
박지만은 1989년부터 2002년까지 마약을 투약한 것이 6차례 적발되었고, 5회 구속되었다.
- 첫 번째 적발 - 1989년 필로폰 상용 혐의로 불구속 입건되었다.[16]

- 두 번째 적발 - 1991년 필로폰 상습 복용 혐의로 검찰에 구속되었다. 구속 이유는 1990년 7월, 11월, 12월 그리고 1991년 1월 네차례에 걸쳐 필로폰을 코로 흡입하거나 정맥주사를 통하여 복용한 혐의이다.[17]

- 세 번째 적발 -1993년 12월 25일 박지만은 1992년 10월부터 서울 영등포동, 청량리동의 사창가에서 윤락녀들과 함께 50여회에 걸쳐 필로폰을 상습 투약한 혐의로 검거되었다.[18]

- 네 번째 적발 - 1996년 11월 19일 서울지검 강력부는 박지만을 향정신성의약품관리법위반혐의로 구속하였다. 구속 이유는 서울 청량리동의 사창가에서 윤락녀와 함께 필로폰을 투약하는 등 자신의 집, 사창가, 호텔 등에서 50여 차례에 걸쳐 상습 투약을 한 혐의이다.[19]

- 다섯 번째 적발 - 1998년 2월 2일 서울지검 강력부는 필로폰 투약 혐의로 긴급 체포한 박지만을 향정신성의약품관리법위반으로 구속하였다. 구속 이유는 1997년 12월 자신의 집에서 주사기를 이용하여 필로폰을 투약한 혐의이다.[20]

- 여섯번째 적발 - 2002년 7월 25일 서울지검 마약수사부는 박지만에게 필로폰 투약 혐의 등으로 징역 2년 6월 및 치료감호 그리고 추징금 260만원을 구형하였다. 기소 이유는 2001년 8월부터 2002년 4월까지 서울시내의 사창가와 여관 등에서 12차례에 걸쳐 필로폰을 투약하고 윤락녀와 성관계를 가진 혐의이며, 2002년 5월 구속기소되었다.[21]

## 대중 매체에서의 모습
드라마
괄호 안은 박지만을 연기한 배우다.
- 1995년 《제4공화국》MBC (장성원)
- 2005년 《제5공화국》MBC (김남길)

## 가족 관계
- 부 : 박정희(朴正熙, 1917년 11월 14일 ~ 1979년 10월 26일), 대한민국 제5~9대 대통령
- 모 : 육영수(陸英修, 1925년 11월 29일 ~ 1974년 8월 15일)  
  - 이복누나 : 박재옥 (朴在玉, 1937년 11월 24일 ~ 2020년 1월 8일)
  - 누나 : 박근혜(朴槿惠, 1952년 2월 2일 ~ ) 대한민국 제18대 대통령
  - 누나 : 박근령(朴槿令, 1954년 6월 30일 ~ )
  - 배우자 : 서향희(徐香姬, 1974년 6월 30일 ~ )변호사 
    - 장남 : 박세현(朴世現, 2005년 9월 12일 ~ )
    - 차남 : 박정현(2014년 1월 31일 ~ )
    - 삼남 : 박지현(2015년 4월 28일 ~ )
    - 사남 : 박수현(2015년 4월 28일 ~ )

## 학력
- 1971년 서울청운국민학교 졸업
- 1974년 배문중학교 졸업
- 1977년 중앙고등학교 졸업
- 1981년 육군사관학교 37기 학사